# Protorosauria
Die Protorosauria oder Prolacertiformes sind eine ausgestorbene Gruppe von basalen Archosauriern. Sie existierten vom Oberperm bis zur Obertrias. Die Tiere zeichneten sich durch einen mehr oder weniger stark verlängerten Hals aus, der durch eine Verlängerung der einzelnen Halswirbel und eine Verschiebung des Schultergürtels nach hinten entstand. Viele Vertreter der Protorosauria lebten aquatil, in und am Wasser, während andere, wie der zum Gleitflug fähige Sharovipteryx auf Bäumen lebten.
Ein besonders extremer Vertreter der Protorosauria ist Tanystropheus longobardicus aus der mittleren Trias der südlichen Alpen. Individuen dieser Art wurden bis zu sechs Meter lang, wovon etwa die Hälfte der Hals ausmachte. Dabei sind die einzelnen Halswirbel bis zu 30 Zentimeter lang und haben einen Durchmesser von maximal fünf Zentimetern, der Kopf ist sehr klein. Aufgrund vergleichend anatomischer Studien wird vermutet, dass der Hals sehr steif war und kaum über den Körper gehoben werden konnte.

## Systematik

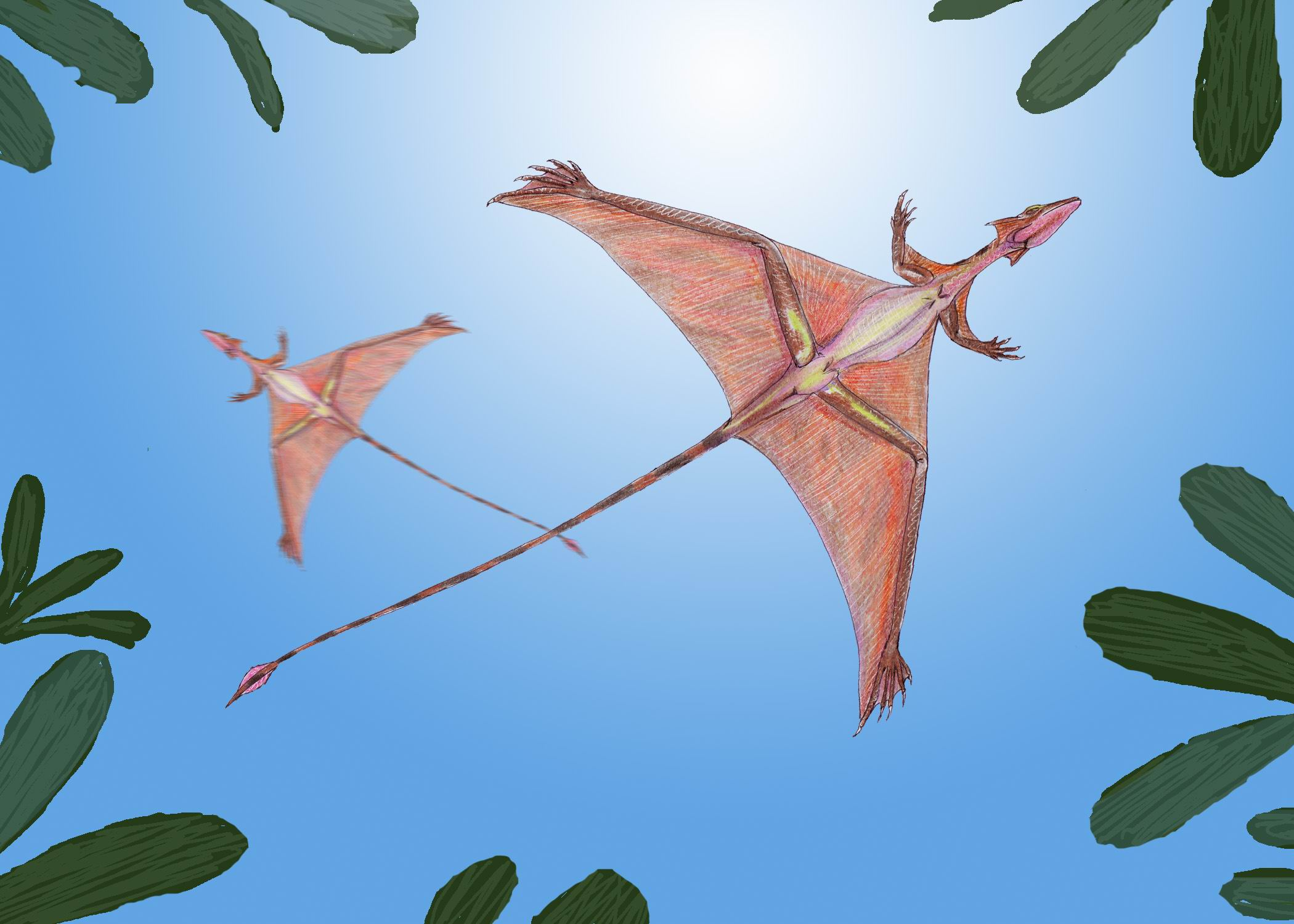
Sharovipteryx

- Protorosauria
  - Protorosauridae
    - Protorosaurus
    - Czatkowiella

  - Prolacertidae
    - Kadimakara
    - Pamelaria
    - Prolacerta

  - Jesairosaurus
  - Malerisaurus
  - Macrocnemus
  - Langobardisaurus
  - Boreopricea
  - Cosesaurus
  - Sharovipterygidae
    - Sharovipteryx
    - Ozimek[1]

  - Tanystropheidae
    - Tanytrachelos
    - Amotosaurus[2]
    - Protanystropheus[3]
    - Tanystropheus
    - Dinocephalosaurus